# 瑞垣みずほ
瑞垣 みずほ（みずがき みずほ）は、日本の漫画家。主にティーンズラブ作品を発表している。代表作はミルククラウン・プリンセスシリーズ。掲載誌の中でも特に長期連載された。なるもみずほのペンネームで活動していた時期もある。

## 作品一覧

### なるもみずほ名義
- 少年ヴィーナス 全4巻
- パルムの樹（なかむらたかし原作）

### 瑞垣みずほ名義
- チェリーベリードロップ ISBN 9784886537850
- ファニーHoneyxSweetダーリン　ISBN 9784860560812
- ミルククラウン・プリンセス　ISBN 9784860561055
- ミルククラウン・プリンセス 2　ISBN 9784860561208
- 恋愛ミルク100%―ミルククラウン・プリンセス 3 ISBN 9784860561406
- スイート・ホットミルク―ミルククラウン・プリンセス4 ISBN 9784860561550
- ミルキー・ハニー―ミルククラウン・プリンセス5 ISBN 9784860561727
- 秘密のステディ~もっとミルククラウン・プリンセス ISBN 9784575961065
- レンアイ若葉　ISBN 9784197804276
- シュガー・ベイビィ ISBN 9784886539274